# Oita Trinita
Oita Trinita (大分トリニータ?, Ōita Torinīta) è un club calcistico giappone con sede nella città di Ōita.
Milita in J2 League, la seconda serie calcistica del Paese.
Il nome del club, che può contare su consistenti gruppi di tifosi anche nelle città di Beppu e Saiki, unisce il nome della città in cui ha sede e la parola italiana "trinità".

## Storia
Fondato nel 1994 col nome di Oita Trinity, il club variò la denominazione nel 1999 a causa di problemi con il copyright. 
L'Oita ha raggiunto la massima divisione nipponica nel 2003, dopo aver lungamente militato nelle categorie inferiori. In J.League 1, non riuscì tuttavia a rendersi protagonista, ottenendo come miglior piazzamento un quarto posto nel 2008. Nella stessa stagione conquistò anche il suo unico trofeo nazionale, la Coppa J. League.
L'anno successivo retrocesse in seconda divisione, al termine di un campionato chiuso in diciassettesima posizione.
Nel 2015, retrocesse in J3 League, terza serie giapponese. Tra il 2016 e il 2018, sotto la guida tecnica di Tomohiro Katanosaka, riuscì nel doppio salto di categoria, raggiungendo l'elite del calcio nipponico con il secondo posto in cadetteria. 
La militanza in massima serie durò, però, appena tre stagioni: giunta al diciottesimo posto in campionato nel 2021, retrocesse nuovamente in J2 League.

## Strutture
Lo stadio del club è lo Stadio Ōita, soprannominato "Big Eye". Costruito in previsione del campionato mondiale di calcio 2002, l'impianto ha una capienza di circa 40.000 posti a sedere.

## Allenatori
| N. |                          | Ruolo | Calciatore                |
| -- | ------------------------ | ----- | ------------------------- |
| 2  | Giappone (bandiera)      | D     | Yūki Kagawa               |
| 3  | Brasile (bandiera)       | D     | Derlan                    |
| 4  | Giappone (bandiera)      | D     | Atsuki Satsukawa          |
| 5  | Giappone (bandiera)      | C     | Hiroto Nakagawa           |
| 6  | Giappone (bandiera)      | C     | Masaki Yumiba             |
| 7  | Giappone (bandiera)      | C     | Tsukasa Umesaki           |
| 8  | Giappone (bandiera)      | C     | Yamato Machida            |
| 9  | Brasile (bandiera)       | A     | Samuel                    |
| 10 | Giappone (bandiera)      | C     | Naoki Nomura              |
| 11 | Giappone (bandiera)      | A     | Arata Watanabe (capitano) |
| 13 | Giappone (bandiera)      | A     | Kōhei Isa                 |
| 14 | Giappone (bandiera)      | C     | Ren Ikeda                 |
| 15 | Giappone (bandiera)      | A     | Yūsei Yashiki             |
| 16 | Giappone (bandiera)      | C     | Taira Shige               |
| 17 | Giappone (bandiera)      | C     | Kento Haneda              |
| 18 | Giappone (bandiera)      | C     | Jun'ya Nodake             |
| 19 | Giappone (bandiera)      | C     | Arata Kozakai             |
| 20 | Giappone (bandiera)      | C     | Taiga Kimoto              |
| 21 | Giappone (bandiera)      | A     | Shun Ayukawa              |
| 22 | Corea del Sud (bandiera) | P     | Mun Kyung-gun             |
| 23 | Giappone (bandiera)      | D     | Shunsuke Ono              |
| 24 | Giappone (bandiera)      | P     | Kōnosuke Nishikawa        |

| N. |                          | Ruolo | Calciatore            |
| -- | ------------------------ | ----- | --------------------- |
| 25 | Giappone (bandiera)      | D     | Tomoya Andō           |
| 26 | Giappone (bandiera)      | C     | Kenshin Yasuda        |
| 27 | Giappone (bandiera)      | D     | Yūsuke Matsuo         |
| 29 | Giappone (bandiera)      | A     | Shin'ya Utsumoto      |
| 30 | Giappone (bandiera)      | D     | Yūsho Takahashi       |
| 31 | Brasile (bandiera)       | D     | Matheus Sousa Pereira |
| 32 | Giappone (bandiera)      | P     | Tarō Hamada           |
| 33 | Giappone (bandiera)      | D     | Ayuki Miyakawa        |
| 34 | Giappone (bandiera)      | D     | Yūdai Fujiwara        |
| 35 | Giappone (bandiera)      | C     | Jōsei Satō            |
| 36 | Giappone (bandiera)      | C     | Hayato Matsuoka       |
| 37 | Giappone (bandiera)      | C     | Manato Kimoto         |
| 39 | Giappone (bandiera)      | A     | Shūto Udo             |
| 41 | Corea del Sud (bandiera) | A     | Kim Hyun-woo          |
| 42 | Giappone (bandiera)      | C     | Seiryū Ono            |
| 43 | Giappone (bandiera)      | D     | Sōha Yano             |
| 44 | Giappone (bandiera)      | D     | Manato Yoshida        |
| 48 | Giappone (bandiera)      | P     | Hiroto Kōno           |
| 51 | Giappone (bandiera)      | P     | Takumi Minami         |
| 52 | Giappone (bandiera)      | P     | Ryōta Hirano          |
| 93 | Giappone (bandiera)      | A     | Shun Nagasawa         |
| 99 | Giappone (bandiera)      | C     | Daigo Takahashi       |

| N. |                          | Ruolo | Calciatore                |
| -- | ------------------------ | ----- | ------------------------- |
| 2  | Giappone (bandiera)      | D     | Yūki Kagawa               |
| 3  | Brasile (bandiera)       | D     | Derlan                    |
| 4  | Giappone (bandiera)      | D     | Atsuki Satsukawa          |
| 5  | Giappone (bandiera)      | C     | Hiroto Nakagawa           |
| 6  | Giappone (bandiera)      | C     | Masaki Yumiba             |
| 7  | Giappone (bandiera)      | C     | Tsukasa Umesaki           |
| 8  | Giappone (bandiera)      | C     | Yamato Machida            |
| 9  | Brasile (bandiera)       | A     | Samuel                    |
| 10 | Giappone (bandiera)      | C     | Naoki Nomura              |
| 11 | Giappone (bandiera)      | A     | Arata Watanabe (capitano) |
| 13 | Giappone (bandiera)      | A     | Kōhei Isa                 |
| 14 | Giappone (bandiera)      | C     | Ren Ikeda                 |
| 15 | Giappone (bandiera)      | A     | Yūsei Yashiki             |
| 16 | Giappone (bandiera)      | C     | Taira Shige               |
| 17 | Giappone (bandiera)      | C     | Kento Haneda              |
| 18 | Giappone (bandiera)      | C     | Jun'ya Nodake             |
| 19 | Giappone (bandiera)      | C     | Arata Kozakai             |
| 20 | Giappone (bandiera)      | C     | Taiga Kimoto              |
| 21 | Giappone (bandiera)      | A     | Shun Ayukawa              |
| 22 | Corea del Sud (bandiera) | P     | Mun Kyung-gun             |
| 23 | Giappone (bandiera)      | D     | Shunsuke Ono              |
| 24 | Giappone (bandiera)      | P     | Kōnosuke Nishikawa        |

| N. |                          | Ruolo | Calciatore            |
| -- | ------------------------ | ----- | --------------------- |
| 25 | Giappone (bandiera)      | D     | Tomoya Andō           |
| 26 | Giappone (bandiera)      | C     | Kenshin Yasuda        |
| 27 | Giappone (bandiera)      | D     | Yūsuke Matsuo         |
| 29 | Giappone (bandiera)      | A     | Shin'ya Utsumoto      |
| 30 | Giappone (bandiera)      | D     | Yūsho Takahashi       |
| 31 | Brasile (bandiera)       | D     | Matheus Sousa Pereira |
| 32 | Giappone (bandiera)      | P     | Tarō Hamada           |
| 33 | Giappone (bandiera)      | D     | Ayuki Miyakawa        |
| 34 | Giappone (bandiera)      | D     | Yūdai Fujiwara        |
| 35 | Giappone (bandiera)      | C     | Jōsei Satō            |
| 36 | Giappone (bandiera)      | C     | Hayato Matsuoka       |
| 37 | Giappone (bandiera)      | C     | Manato Kimoto         |
| 39 | Giappone (bandiera)      | A     | Shūto Udo             |
| 41 | Corea del Sud (bandiera) | A     | Kim Hyun-woo          |
| 42 | Giappone (bandiera)      | C     | Seiryū Ono            |
| 43 | Giappone (bandiera)      | D     | Sōha Yano             |
| 44 | Giappone (bandiera)      | D     | Manato Yoshida        |
| 48 | Giappone (bandiera)      | P     | Hiroto Kōno           |
| 51 | Giappone (bandiera)      | P     | Takumi Minami         |
| 52 | Giappone (bandiera)      | P     | Ryōta Hirano          |
| 93 | Giappone (bandiera)      | A     | Shun Nagasawa         |
| 99 | Giappone (bandiera)      | C     | Daigo Takahashi       |

| J2 League 2025 | J2 League 2025 |
| --- | -------------- |
| Blaublitz Akita · Consadole Sapporo · Ehime · Fujieda MYFC · Imabari · Iwaki · JEF United · Júbilo Iwata · Kataller Toyama · Mito HollyHock · Montedio Yamagata · Oita Trinita · RB Omiya Ardija · Renofa Yamaguchi · Roasso Kumamoto · Sagan Tosu · Tokushima Vortis · V-Varen Nagasaki · Vegalta Sendai · Ventforet Kofu · |                |